# Всесвітній день біженців
Всесвіт́ній де́нь бі́женців (англ. World Refugee Day) — міжнародний день, який щорічно 20 червня організовує Організація Об'єднаних Націй. Він призначений для інформування та вшанування біженців з усього світу. Цей день вперше був встановлений 20 червня 2001 року на знак визнання 50-ї річниці Конвенції про статус біженців 1951 року.

## Історія
У 2001 році Генеральна Асамблея ООН одноголосно прийняла спеціальну резолюцію — вираз солідарності з Африкою, в якій знаходиться велика кількість біженців, і яка традиційно проявляє до них свою великодушність. Згідно з даною резолюцією Генеральна Асамблея в 2001 році відзначала п'ятдесяту річницю Конвенції про статус біженців 1951 року. Тоді ж Організація Африканської Єдності (ОАЄ) погодилася з тим, щоб Всесвітній день біженців відзначався одночасно з Днем африканських біженців — 20 червня.

## Сучасність
На планеті налічується близько 20 мільйонів біженців і 25 мільйонів внутрішньо переміщених осіб. Основна частина біженців знаходиться в Африці, в зоні афганського конфлікту, на Балканах. Все це робить проблему біженців однією з найгостріших в сучасному світі.
Міжнародне співтовариство консолідує свої зусилля по полегшення важкої долі цих людей. Створене в 1950 році Управління Верховного комісара ООН у справах біженців (УВКБ) є центральним міжнародним агентством, що докладає зусиль для вирішення цього завдання.